# Amerikai Magyar Népszava
Az Amerikai Magyar Népszava című hetilapot New York-i nyomdászok alapították,  1899 decemberében, 1904-től Berkó D. Géza napilappá fejlesztette, és 1927-ben bekövetkezett haláláig szerkesztette. Az újság 1948-ban beolvadt az 1891-ben alapított, cleveland-i Szabadság című újságba, és ezzel egyidejűleg Amerikai Magyar Népszava Szabadság címmel hetilappá vált. A kilencvenes években Kálnoky Gyula tulajdonában is hetilapként működött, Nádai Éva szerkesztette. 2004-től Bartus László lett a szerkesztője, majd 2005-ben Kálnoky Gyula neki adta el a lapot. Az újság a következő tíz évben nagy fejlődésen ment keresztül, a magyarországi sajtó kiválóságainak írásai jelentek meg benne (Ungvári Tamás, Para-Kovács Imre, Molnár Gál Péter, Vámos Miklós, Megyesi Gusztáv, Föld S. Péter, Majláth Mikes László, Buják Attila stb.). Online kiadása révén Magyarországon is ismertté vált. A magyar emigráció neves szerzői életük végéig írtak a lapban, közülük is kiemelkedik a Münchenben élt Halász Péter író, a SZER volt munkatársa, Rentoul Ferenc Londonból, a BBC magyar adásának volt vezetője, és Fejtő Ferenc Párizsból. Őket egészítette ki Bartus László szerkesztése alatt a neves magyar szerzőgárda. Az idős amerikai magyar generáció kihalásával a nyomtatott kiadás 2019. január 1-től megszűnt, de az újság jogfolyonossága nem szakadt meg, online formában működik tovább.

## Története
Az New York-i magyar nyomdászok tudatosan választották meg a címet a magyarországi Népszava analógiájára, ezzel jelezték a szociáldemokrata eszmeiséggel való elkötelezettségüket. 1904-ben napilappá alakította át Berkó D. Géza, aki 1899-től haláláig, mintegy 28 évig szerkesztette. Nagy szükség volt a magyar nyelvű lapokra, hiszen 1870-től kezdve folyamatos volt a magyarországi kivándorlók létszámának növekedése, akik segítségért, útbaigazításért az ismeretlen 'Új Világban' a magyar nyelvű lapokhoz fordultak. Jól tudta ezt Berkó D. Géza, mellette volt az egyleti élet fellendítésének is, meggyőződése volt, hogy a magyarok csak akkor boldogulnak Amerikában, ha a magyar a magyart segíti. Az 1888-ban alapított New York-i Önképzőkörnek, amely nagy mértékben hivatott volt a magyar kultúrát ápolni, vezetői közt ott találjuk Cukor Mór, Farkas Vilmos, Kozma Arthur, Klein Lajos, Sipos Hermann, Kolozsi Jenő, Winter Miklós, Hacker Jenő, Klein Zsigmond mellett Berkót is. 1910-ben kiadták az Amerikai Magyar Népszava 10 éves jubileumi kötetét, az írások színe-javával és illusztrációkkal.
A mára nyomtatott formában megszűnt Amerikai Magyar Népszavában megjelentek többek között Molnár Ferenc, Márai Sándor, Fejtő Ferenc és Faludy György írásai is. 1948-ban egyesült a Kohányi Tihamér által alapított, az Ohio állambeli Clevelandben megjelent Szabadsággal, Amerikai Magyar Népszava Szabadság címen fut, hetente jutott el az amerikai magyarokhoz, s bármely más országban élő magyarhoz. 

## Szerkesztői
- Berkó D. Géza, 1899–1927
- Fodor Nándor, 1921–1928
- Yartin József, 1946 előtt
- Sulyok Dezső, 1950-től
- Klamár Gyula, 1963–1978

## Kiadványok
- Az Amerikai Magyar Népszava díszalbuma : 1899-1909 / szerk. Berkó D. Géza. Budapest, Dörner-Heimberg, 1910, 352 o., [6] t. ill.
- Az Amerikai Magyar Népszava jubileumi díszalbuma : 1899-1909 / szerk. Berkó D. Géza. [New York] [N.Y.] : Berko D.G., cop. 1910. 404 o., [3] t. fol. ill.
- Berko Képes Újságja. New York : 1916-1920. 1. évf. 1. sz. (1916)-5. évf. 52. sz. (1920)

Folytatás: Képes Világlap. New York, N.Y. 1921, New York, 1921